# Galina Alexejewna Kuklewa
Galina Alexejewna Kuklewa (russisch Галина Алексеевна Куклева; * 21. November 1972 in Ischimbai, Baschkirien) ist eine ehemalige russische Biathletin.
Galina Kuklewa gewann bei den Olympischen Winterspielen 1998 in Nagano Gold über 7,5 km und Silber mit der Staffel, 2002 in Salt Lake City Bronze mit der Staffel. Bei Weltmeisterschaften gewann sie 2000 in Oslo Silber im Massenstart sowie mit der Mannschaft dreimal Gold (2000, 2001 und 2003), einmal Silber (1999) und einmal Bronze (1997). Sie konnte in ihrer Karriere 9 Weltcuprennen gewinnen und hat sich 2003 nach den Weltmeisterschaften vom aktiven Sport zurückgezogen.

## Biathlon-Weltcup-Bilanz
Die Tabelle zeigt alle Platzierungen (je nach Austragungsjahr einschließlich Olympische Spiele und Weltmeisterschaften).
- 1.–3. Platz: Anzahl der Podiumsplatzierungen
- Top 10: Anzahl der Platzierungen unter den ersten zehn (einschließlich Podium)
- Punkteränge: Anzahl der Platzierungen innerhalb der Punkteränge (einschließlich Podium und Top 10)
- Starts: Anzahl gelaufener Rennen in der jeweiligen Disziplin

| Platzierung | Einzel | Sprint | Verfolgung | Massenstart | Team | Staffel | Gesamt |
| ----------- | ------ | ------ | ---------- | ----------- | ---- | ------- | ------ |
| 1. Platz    | 1      | 6      | 1          | 1           | 1    | 13      | 23     |
| 2. Platz    |        | 1      | 4          | 1           |      | 8       | 14     |
| 3. Platz    | 1      | 3      | 1          |             |      | 7       | 12     |
| Top 10      | 6      | 30     | 16         | 5           | 1    | 32      | 90     |
| Punkteränge | 18     | 53     | 35         | 16          | 1    | 32      | 155    |
| Starts      | 31     | 64     | 38         | 16          | 1    | 32      | 182    |